# Gobiocerus mongolicus
Il gobiocero (Gobiocerus mongolicus) è un mammifero artiodattilo estinto, appartenente ai bovidi. Visse nel Miocene inferiore (circa 18 - 17 milioni di anni fa) e i suoi resti fossili sono stati ritrovati in Mongolia.

## Descrizione
Questo animale doveva essere grande più o meno quanto una capra o una pecora attuali, e anche l'aspetto doveva essere vagamente simile a queste specie. Gobiocerus era caratterizzato da denti relativamente brachiodonti, e i molari superiori erano dotati di una costa sul lato labiale del lobo anteriore; sul lobo posteriore, invece, la costa era notevolmente appiattita, ed erano presenti inoltre piccoli stili. La superficie linguale dei molari inferiori era dotata di coste lisce e arrotondate. Non erano presenti tubercoli o colonne alla base delle mezzelune, e in generale la superficie dei denti era leggermente striata. Rispetto agli affini Turcocerus e Hypsodontus, Gobiocerus era dotato di rilievi sui molari maggiormente sviluppati, sia nella parte interna (nei molari inferiori) che in quella esterna (nei molari superiori). 

## Classificazione
Gobiocerus fa parte di una radiazione evolutiva di bovidi di media taglia che nel corso del Miocene inferiore e medio si diffusero in Asia, noti come Hypsodontini. Gobiocerus mongolicus venne descritto per la prima volta da Sokolov nel 1952, sulla base di resti fossili ritrovati in Mongolia. 